# Octavo día
"Octavo Día" é uma canção escrita e interpretada pela cantora e compositora colombiana Shakira. A música foi lançada apenas como single de rádio em alguns países de seu álbum multi-platina Dónde están los ladrones? (1998), mas recebeu mais atenção quando foi criada controvérsia enquanto era realizada em sua turnê mundial Tour of the Mongoose 2001-2002. Esta música expressa a opinião de Shakira sobre Deus.

## Antecedentes
Em uma entrevista para a MTV News, Shakira afirmou que "Octavo Día", fala sobre Deus quando criou o mundo, "O oitavo dia ele passou pelo espaço e, quando voltou, encontrou o mundo em uma bagunça infernal. E descobriu que estávamos sendo controlados e manipulados por apenas alguns líderes e que nós éramos como peças de um jogo de xadrez".

## Apresentações ao vivo
Shakira cantou "Octavo Día" em um show realizado em 12 de agosto de 1999 no Grande Ballroom, que mais tarde se tornou MTV Unplugged. Ela também a cantou durante a Tour Anfibio 2000.
No Tour of the Mongoose, atrás do palco estava um vídeo em pano de fundo preto e branco de George W. Bush e Saddam Hussein jogando xadrez, e no palco alguns músicos estavam usando máscaras de Richard Nixon e do presidente cubano Fidel Castro.
Durante o vídeo no show, os fantoches de Hussein e Bush começaram a ficar inquietos e violentos quando começaram a brincar com bombas nucleares em vez de peças de xadrez. Então o Grim Reaper apareceu atrás dos dois líderes e moveu as cordas que controlam os fantoches. Shakira disse durante o concerto que os cantores pop tipicamente não falavam de política nem de políticos, mas desta vez, sua turnê tinha uma visão política. "Eu sei que as estrelas do pop não devem enfiar o nariz na política", disse Shakira durante seu show em Nova York. "Às vezes, as pessoas não querem ver as estrelas do pop dando sua opinião sobre situações políticas." Eles pensam que as estrelas do pop são feitas apenas para dividir o público. Eu não vejo dessa forma eu sei que era um pouco arriscado usar meu show para entregar uma mensagem e muitas pessoas ao meu redor me disseram para não fazê-lo, mas, no final do dia, era uma declaração sobre o amor e o que senti que esse mundo e seus líderes estão faltando", ela disse mais tarde ao The Guardian.
O simbolismo do videoclipe era que Bush e Hussein estavam tratando a guerra como se fosse um jogo, como se não tratasse isso com muita importância. O desempenho terminou com uma citação de Jimi Hendrix na parte de trás do palco: "Quando o poder do amor supera o amor pelo poder, o mundo conhecerá a paz".
No entanto, alguns membros do público foram confundidos com as críticas de Shakira quando cantou "Octavo Día". David Hiltbrand, jornalista do The Philadelphia Inquirer, disse que era um número de show atípico. "Eu pensei que era um erro, pessoalmente, não como jornalista. O que tirei disso [é isso], nossos líderes estão apanhados consigo mesmos", disse Hiltbrand.

## Prêmios
Em 2000, a música foi premiada no Grammy Latino na categoria Best Female Rock Vocal Performance.
| Ano                | Categoria                          | Título       | Resultado |
| ------------------ | ---------------------------------- | ------------ | --------- |
| Latin Grammy Award | Best Female Rock Vocal Performance | "Octavo Día" | Venceu    |